# Спинифекс
Спинифексите (Spinifex) са род растения от семейство Житни (Poaceae).
Таксонът е описан за пръв път от шведския ботаник и зоолог Карл Линей.

## Видове
- Spinifex alterniflorus
- Spinifex fragilis
- Spinifex gaudichaudii
- Spinifex hirsutus
- Spinifex inermis
- Spinifex littoreus
- Spinifex longifolius
- Spinifex paradoxus
- Spinifex sericeus